# روجر ليونارد
روجر ليونارد (بالإنجليزية: Roger Leonard)‏ (21 يوليو 1953 - ) هو ملاكم أمريكي.

## روابط خارجية
- روجر ليونارد على موقع بوكس ريك (الإنجليزية) (registration required)